# ほほにかかる涙
「ほほにかかる涙」（Una lacrima sul viso）は、イタリアの歌手ボビー・ソロの楽曲。1964年の第14回サンレモ音楽祭にてボビー・ソロとフランキー・レインがそれぞれ歌唱した。ソロのレコードが大ヒットしたことにより、同じ年に同名映画『ほほにかかる涙』が制作され主題歌となった。

## カバー
歌
- フランキー･レイン 1964年 『Tangolita』のB面
- ほりまさゆき 1964年 シングルA面
- 園まり 1964年 日本語詞:みナみカズみ（安井かずみ）『花はどこへ行った』のB面
- 岸洋子

インストゥルメンタル
- ジャック・ケリー 1964年
- フランク・プゥルセル 1964年

他多数
※参考 JASRAC